# Suzuki Fronx
Suzuki Fronx — субкомпактный кроссовер японского автопроизводителя Suzuki. Выпускается с 2023 года. Базовой моделью для Suzuki Fronx стала Suzuki Baleno.
Впервые модель представлена 12 января 2023 года на выставке Auto Expo. Автомобиль производится в Индии компанией Maruti Suzuki India Ltd. Возможны поставки в Африку и Латинскую Америку.
После Suzuki Jimny, это второй по счёту кроссовер длиной менее 4 метров. Автомобиль Suzuki Fronx близок по габаритам к Suzuki Baleno, но с современной отделкой и комфортабельным салоном. В качестве прототипа по передней части был взят Suzuki Grand Vitara. Базовые модели Suzuki Fronx имеют галогеновые фары, тогда как у других моделей светодиодные ДХО. На крыше присутствуют рейлинги.
Опционально присутствуют 6 подушек безопасности, кругообзорные камеры, медиасистема с девятидюймовым сенсорным экраном и проекционным дисплеем, аудиосистема Arkamys и многое другое.

## Технические характеристики
| Тип            | Код двигателя   | Объём                            | Мощность                                                                    | Крутящий момент                                          | Электродвигатель | Аккумулятор  | Трансмиссия                   | Компоновка | Годы производства                       |
| -------------- | --------------- | -------------------------------- | --------------------------------------------------------------------------- | -------------------------------------------------------- | ---------------- | ------------ | ----------------------------- | ---------- | --------------------------------------- |
| Бензиновый     | K12N Dualjet    | 1,2 л (1197 см3) I4              | 66 кВт (89 л. с.) @ 6,000 об/мин                                            | 113 Н·м @ 4,400 об/мин                                   | —                | —            | - 5-скор. МКПП - 5-скор. АМТ  | FWD        | 2023 — настоящее время                  |
| Бензиновый/СПГ | K12N Dualjet    | 1,2 л (1197 см3) I4              | ДВС: 66 кВт (89 л. с.) @ 6,000 об/мин СПГ: 57 кВт (76 л. с.) @ 6,000 об/мин | ДВС: 113 Н·м @ 4,400 об/мин СПГ: 98,5 Н·м @ 4,300 об/мин | —                | —            | 5-скор. МКПП                  | FWD        | 2023 — настоящее время (только в Индии) |
| Гибридный      | K10C Boosterjet | 1,0 л (998 см3) I3 (турбонаддув) | 73,6 кВт (99 л. с.) @ 5,500 об/мин                                          | 147,6 Н·м @ 2,000—4,500 об/мин                           | ISG              | Литий-ионный | - 5-скор. МКПП - 6-скор. АКПП | FWD        | 2023 — настоящее время                  |
| Гибридный      | K15C            | 1,5 л (1462 см3) I4              | 76 кВт (102 л. с.) @ 6,000 об/мин                                           | 137 Н·м @ 4,400 об/мин                                   | ISG              | Литий-ионный | - 5-скор. МКПП - 6-скор. АКПП | FWD        | 2023 — настоящее время (кроме Индии)    |

## Галерея

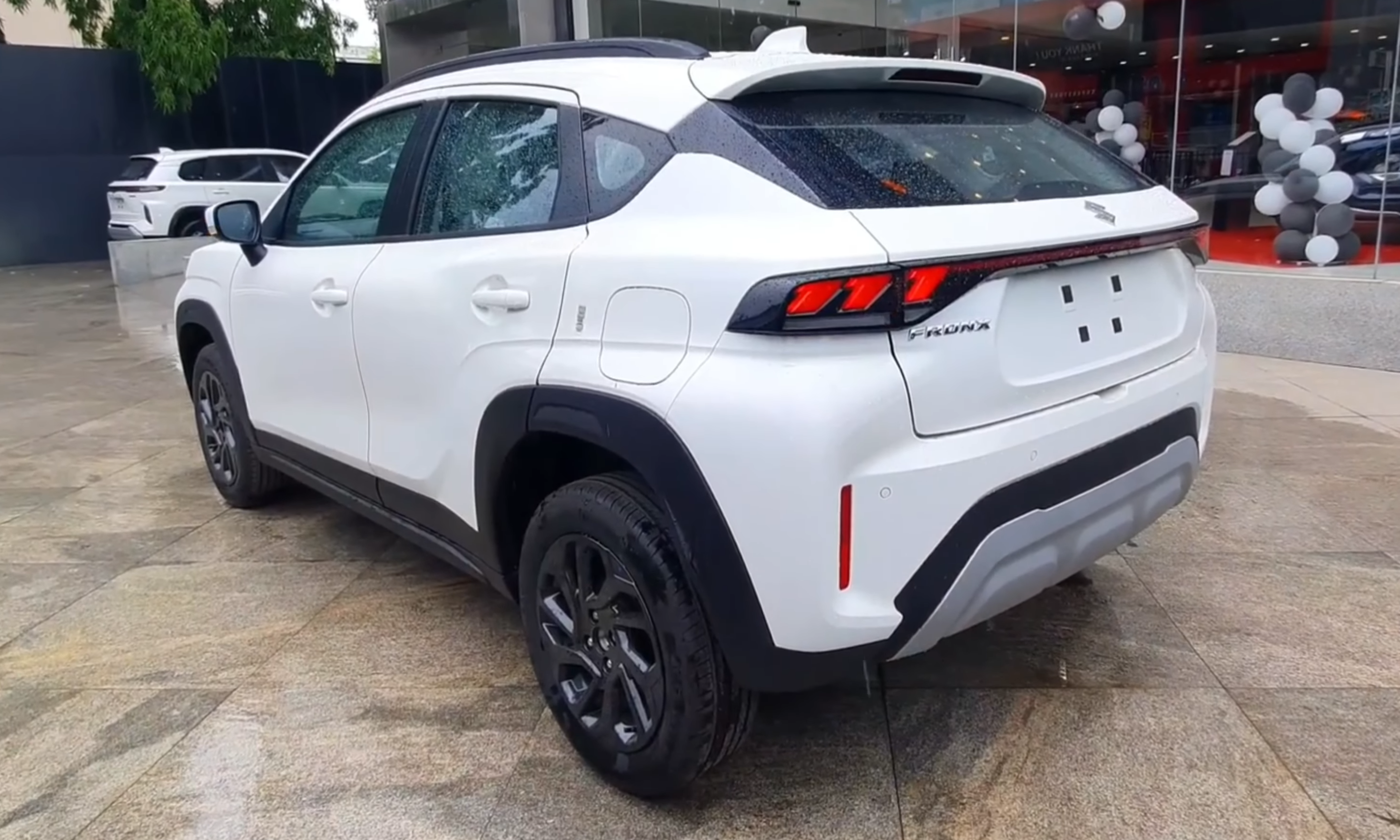
Вид сзади
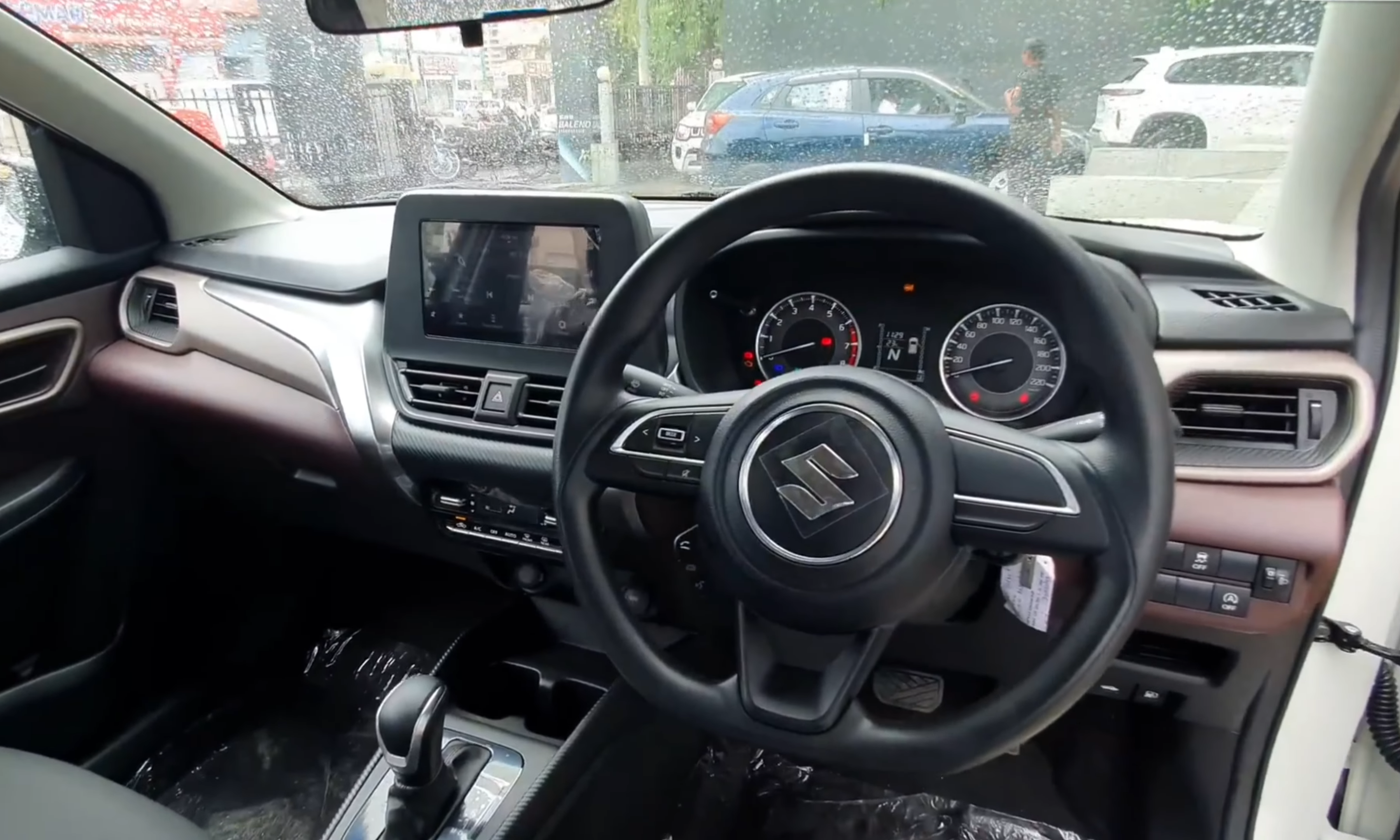
Интерьер

## Toyota Urban Cruiser Taisor/Starlet Cross
Ребеджинговый вариант Suzuki Fronx, получивший название Toyota Urban Cruiser Taisor, был запущен в продажу в Индии 3 апреля 2024 года. Он получил иной дизайн радиаторной решётки, идентичный Toyota Rumion, с другой светотехникой. В Индии автомобиль продаётся в комплектациях E, S, S +, G и V. Последние три комплектации оснащаются 1,2-литровым бензиновым двигателем, в то время как комплектации G и V оснащаются также 1,0-литровым бензиновым двигателем, а комплектация E оснащается как бензиновым двигателем, так и двигателем, работающем на сжиженном природном газе.

## Мировые рынки

### Индия
В Индии Fronx продаётся в комплектациях Sigma, Delta, Delta+, Zeta и Alpha. В то время как комплектации Sigma, Delta и Delta+ оснащаются 1,0-литровым двигателем, комплектации Delta+, Zeta и Alpha оснащаются 1,2-литровым двигателем.

### Совет сотрудничества арабских государств Персидского залива
На рынках ССАГПЗ Fronx продаётся с 16 июля 2023 года. Он оснащён 1,5-литровым бензиновым двигателем с гибридной силовой установкой и продаётся в комплектациях GL и GLX.

## Продажи
| Год  | Индия  | Мексика |
| ---- | ------ | ------- |
| 2023 | 94,393 | 384     |